# Viggo Djurberg
Ludvig (Viggo) Stensson Djurberg, född 4 februari 1909 i Fredsberg i Skaraborgs län, död 23 februari 1992 i Stockholm, var en svensk konstnär.

## Biografi
Viggo Djurberg var son till Sten Djurberg och Selma Thimgren samt från 1939 gift med Alma Ekwall. Han studerade vid Konstakademin i Stockholm 1929–1933 samt under resor till Tyskland, Holland och Italien. Han ställde ut tillsammans med Helge Frender och Kurt Lindon i Falun 1952. Han medverkade i Sveriges allmänna konstförenings utställningar på Liljevalchs konsthall ett flertal gånger och i årliga utställningar på Lilla galleriet i Stockholm. Separat ställde han ut i Stockholm, Gävle, Malmö och Borås.
Hans konst består av porträtt, figursaker och landskap med stads- sädesfälts- och ödemarksbilder.
Djurberg är representerad vid Moderna museet, Helsingborgs museum och Borås konstmuseum. Han tilldelades Svenska konstnärernas förenings stipendium 1949.